# كيري واشنطن
كيري واشنطن (بالإنجليزية: Kerry Washington)‏ ولدت 31 يناير 1977 في حي برونكس، بمدينة نيويورك في الولايات المتحدة الأمريكية، هي ممثلة أمريكية عُرفت من خلال أدائها دور زوجة ري تشارلز في فيلم راي 2004، وبدورها كزوجة عيدي أمين في فيلم آخر ملوك اسكتلندا، .

## روابط خارجية
- كيري واشنطن على موقع IMDb (الإنجليزية)
- كيري واشنطن على موقع روتن توميتوز (الإنجليزية)
- كيري واشنطن على موقع قاعدة بيانات الأفلام العربية
- كيري واشنطن على موقع ألو سيني (الفرنسية)
- كيري واشنطن على موقع ميوزك برينز (الإنجليزية)
- كيري واشنطن على موقع أول موفي (الإنجليزية)
- كيري واشنطن على موقع قاعدة بيانات برودواي على الإنترنت (الإنجليزية)
- كيري واشنطن على موقع قاعدة بيانات الأفلام السويدية (السويدية)
- كيري واشنطن على موقع إن إن دي بي (الإنجليزية)
- كيري واشنطن على موقع أول ميوزيك (الإنجليزية)